# Het lot van Dewi Retno Dumilah

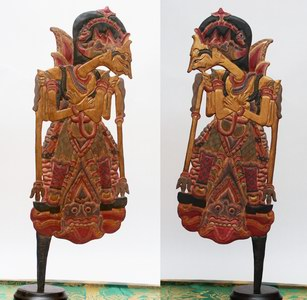
Batara Guru als wayangpop

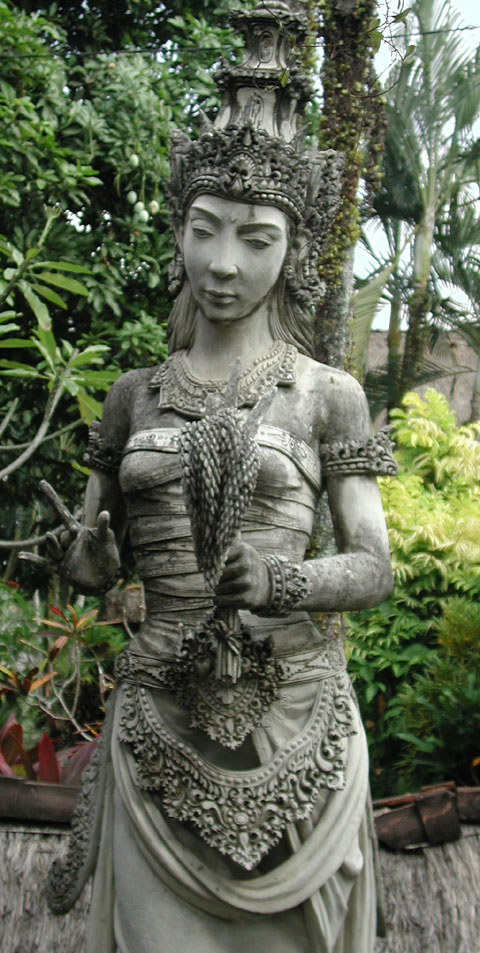
Dewi Sri in Ubud

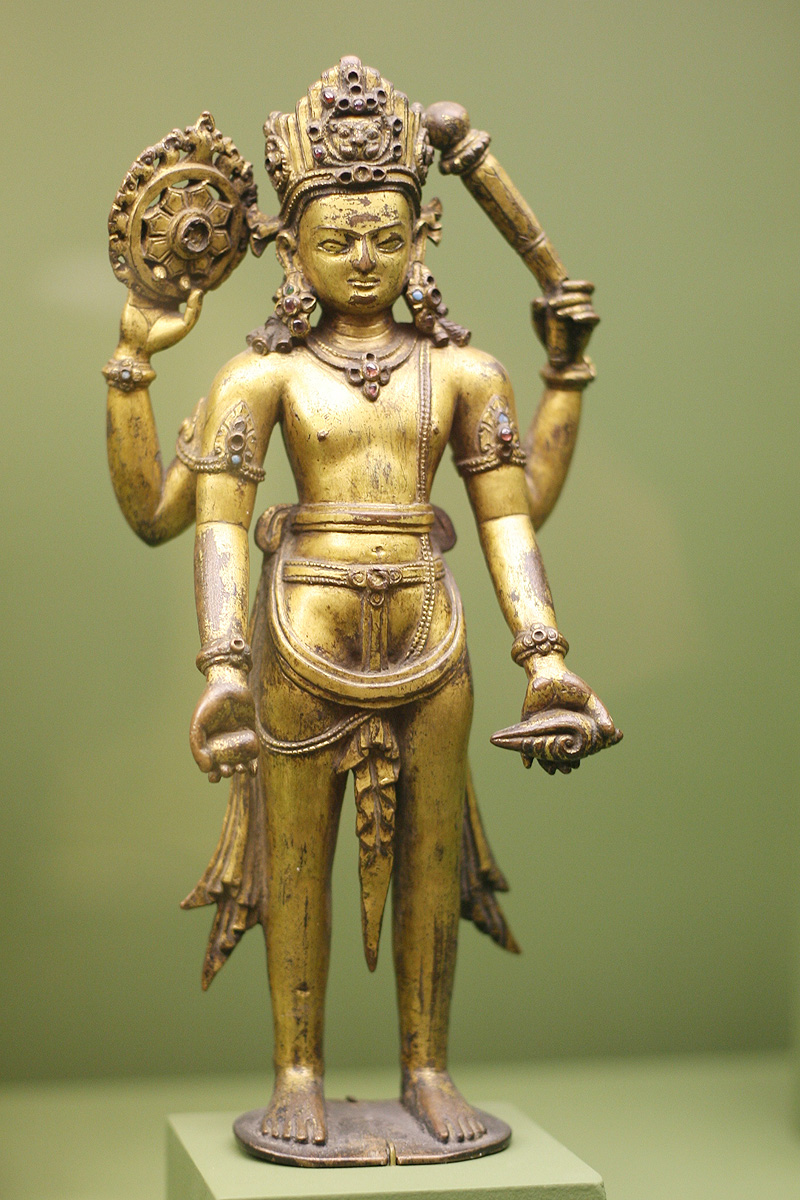
Vishnoe van brons, 10e eeuw

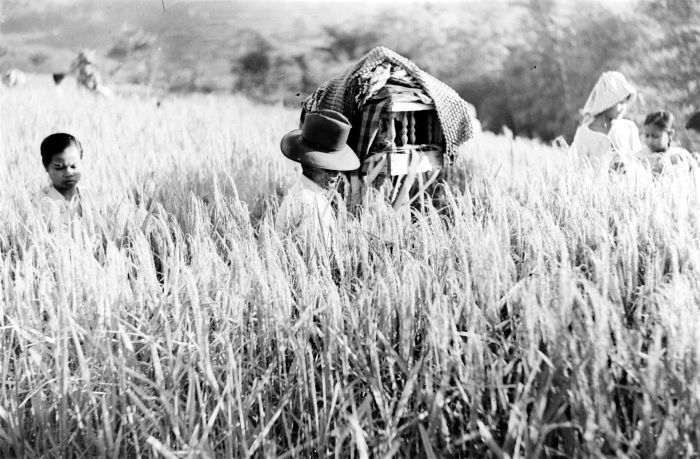
De sedekah aan Dewi Sri, de godin van de rijst, het tempeltje wordt door het padiveld gevoerd

Het lot van Dewi Retno Dumilah is een volksverhaal uit Indonesië.

## Het verhaal
Batara Narada, de god van de wijsheid, werd met spoed ontboden bij de oppergod Hyang Batara Guru in Kahyangan. Namens de andere goden vraagt Batara Indera, de god van de vrede, wat er aan de hand is. Hij krijgt geen antwoord en gaat met Batara Bayu, de god van de wind, terug naar zijn verblijfplaats.
Batara Narada knielt voor de oppergod en deze is niet aan het mediteren. De oppergod heeft een nieuwe creatie gemaakt en vraagt aan Batara Narada wat hij van deze creatie vindt. De god van de wijsheid heeft nog nooit zo'n mooie vrouw gezien, ze zal nog mooier zijn als haar leven wordt ingeblazen. Batara Guru vraagt of Retno Dumilah een mooie naam zou zijn en Batara Narada vindt hem passend bij de schoonheid. Batara Guru blaast het godinnetje leven in en ze knielt voor hem en stelt zich voor. Ze vraagt om instructies en Batara Narada hoort dat niemand mag weten van de nieuwe creatie. Batara Narada zal zijn best doen het geheim te bewaren, maar waarschuwt de oppergod dat hij niet verleid mag worden door de schoonheid van zijn eigen creatie.
Batara Guru wil dat niemand behalve hijzelf met de godin mag trouwen en hij zegt dat ze zijn vrouw moet worden. Dewi Retno Dumilah schrikt en vindt het een zware taak, maar ze kan niet weigeren. In ruil voor een huwelijk vraagt ze drie dingen: kleding die niet kapotgaat of vuil wordt, muziekinstrumenten die zelf voor eeuwig geluid geven en voedsel dat erg lekker is, altijd warm blijft en nooit gaat vervelen. De oppergod belooft deze drie dingen, maar waarschuwt dat zijn godin zal vergaan als ze daarna toch nog weigert met hem te trouwen.
Batara Guru roept een god en verandert hem in een mens, hij wordt Ki Utusan genoemd en vertrekt naar de aarde. Ki Utusan moet de drie dingen halen, maar vindt dit een onmogelijke opdracht. De oppergod zal hem belonen, maar straffen als hij de goederen niet meebrengt naar Kahyangan. Op aarde aangekomen ziet Ki Utusan Dewi Sri, de echtgenote van Batara Vishnoe. Ki Utusan vindt haar erg mooi en ze zegt dat ze misschien kan helpen als hij goede bedoelingen heeft, maar ze waarschuwt dat in het geval hij slechte plannen heeft haar echtgenoot boos op hem zal worden.
Ki Utusan toont geen respect voor haar man en Dewi Sri denkt met een kwade geest te maken te hebben. Ki Utusan vergeet zijn opdracht, hij is dronken van verliefdheid en vraagt of Dewi Sri met hem wil trouwen. Dewi Sri is beledigd en ze gaat ervandoor, maar ze wordt gevolgd door haar belager. Ze sluit haar ogen en verzamelt al haar innerlijke kracht, als haar belager zijn armen om haar heen wil slaan opent ze haar ogen. Dewi Sri kijkt hem doordringend aan en vervloekt haar belager en maakt hem een vies wezen. Uit haar handen schieten lichtflitsen en ze dringen het lichaam van Ki Utusan binnen; Ki Utusan verandert in een zwijn.
Batara Guru gaat naar zijn geliefde, maar ze kan haar eed niet breken en trouwt niet met de oppergod voor haar drie wensen zijn vervuld. Dewi Retno Dumilah vertelt nog liever dood te zijn dan haar eed te breken en Batara Guru verliest zijn geduld. Hij slaat zijn armen om haar heen en denkt dat haar weerstand is gebroken. Maar het lichaam blijkt stijf, koud en bevroren en Batara Guru schrikt als hij doorkrijgt dat ze dood is. De oppergod probeert opnieuw leven in te blazen, maar zijn krachten zijn nutteloos. Hij wil het lichaam weg toveren, niemand mag weten wat er is gebeurd. Hij wil het lichaam begraven op aarde en als een lichtflits daalt hij neer. Hij begraaft het ingepakte lichaam en laat er een overvloed aan planten groeien.
Op de plek van de romp van Dewi Retno Dumilah groeien vruchtbomen, op de plek van haar voeten groeien knollen en waar haar hoofd begraven ligt groeien klapperbomen. Op weg terug naar Kahyangan krijgt de oppergod berouw. Ook Ki Utusan heeft berouw nu hij in een zwijn is veranderd en achtervolgt Dewi Sri razend van woede. Dewi Sri stuurt een smeekbede naar haar man en Batara Wishnu komt onzichtbaar naar haar toe en tilt haar op. Het zwijn is verbaasd en blijft enkele dagen zitten en kijkt naar de plek waar hij Dewi Sri voor het laatst zag. Er groeien halmen en er komen mensen, Ki Utusan hoort hen vertellen dat de padi erg belangrijk zal worden voor de mensheid. Een landbouwer heeft gedroomd over de padi, Dewi Sri heeft verteld dat de zaadjes goed uitgezaaid moeten worden.

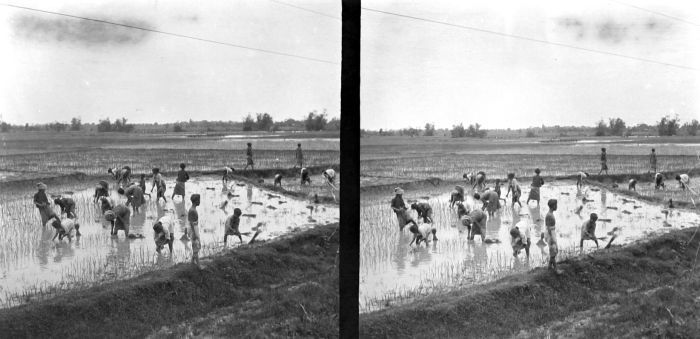
Het uitplanten van de padi op Madura, collectie Wereldmuseum Amsterdam

Het zwijn blijft op de plaats en kijkt elke dag naar het groeiende gras, hij denkt dat het alang-alang is. De landbouwers nemen de padiplantjes uit de grond en het zwijn wil hen en de aanplant vernietigen. De landbouwers zien in de padiplantjes het symbool van liefde en goedheid van Dewi Sri. Het zwijn krijgt geen kans om de plantjes te vernietigen, Dewi Sri verschijnt in dromen en vertelt over de oogst en bereiding. De tradities en rituelen rond het planten, oogsten en bereiden ontstaan op deze manier. Dewi Sri geeft rujak terencam en het sap wordt over de bloemen gesprenkeld.
Het zwijn ging dood, uit zijn lichaam kwamen sprinkhanen en muizen en zij beschadigden de padiplantjes en moeten tot het einde der tijden bestreden worden. Dewi Sri schiep daarom een sawah-slang die de sawahs moet bewaken. Landbouwers zullen nooit een sawah-slang doden of verjagen. Zonder teken van Dewi Sri zullen Madurezen de padi niet oogsten, ze wachten op een teken van de mooie gelatikvogel die van de padivruchtjes eten gaat.
Het is een zegen voor de mensheid dat Dewi Retno Dumilah haar eed niet brak, ze was erg sterk en stierf jong. Ze liet de mensheid een padi na die op droge grond kan groeien, Madureze boeren noemen dit padi gogo en ze geloven tot vandaag in deze oorsprong van de padi.

## Achtergronden
- De onmogelijke opdracht komt voor in veel volksverhalen, verspreid over de hele wereld. Zie bijvoorbeeld De zes dienaren en De trommelslager. Vergelijk De veelgelovende koningsdochter.
- Er zijn veel volksverhalen die in verband staan met planten, bijvoorbeeld De dorsvlegel uit de hemel en De raap.
- Zie ook Ratu Kidul.